# Итальянская республика (1802—1805)
Итальянская республика (итал. Repubblica Italiana) — кратковременное (1802—1805 годы) государственное образование в Северной Италии; вассальное государство Франции во времена Наполеона.
Провозглашена 26 января 1802 так называемой Лионской консультой — во время встречи Наполеона Бонапарта с представителями Цизальпинской республики. Новообразованная страна стала правопреемником Цизальпинской республики и находилась в её границах. Правительство приняло новую конституцию, в которой государство именовалось «Итальянская Республика», и внесло изменения, которые конституционно закрепили политическую зависимость от Франции.
Республика имела площадь более 42 500 квадратных километров, и население примерно 3,24 миллиона человек. Столицей являлся Милан. Экономика республики была основана на сельском хозяйстве и животноводстве, а также на малых производствах, в частности в производствах шёлка. Президента избирала сроком на 10 лет коллегия выборщиков, прямых всенародных выборов не проводилось, президент имел широкие полномочия, в его руках была вся исполнительная власть и законодательная инициатива, право назначать министров, право управления внешней политикой и армией. Президентом страны был избран Наполеон, вице-президентом был назначен Франческо Мельци. Мельци пытался вести независимую от Наполеона политику и был снят с должности после провозглашения монархии.
Правительство провело ряд реформ схожих с французскими: создало Национальную гвардию, Национальную жандармерию, финансовую полицию, была введена метрическая система мер и запланирована к введению (но так и не введена) единая национальная валюта. Постановлением от 13 мая 1802 года был принят герб страны, 10 июня того же года был подписан Договор о дружбе и торговле с Республикой Сан-Марино, 16 сентября 1803 года был подписан конкордат со Святым Престолом.
В 1805 году, после того как Бонапарт стал императором Франции, Итальянская республика была превращена в Королевство Италия, с Наполеоном во главе в роли короля и Евгением Богарне в роли вице-короля.